# Szypliszki
Szypliszki, (Lituano: Šipliškės valsčius) è un comune rurale polacco del distretto di Suwałki, nel voivodato della Podlachia.
Ricopre una superficie di 156,55 km² e nel 2004 contava 4 053 abitanti.